# 元気出せ!ニッポン
元気出せ!ニッポン（げんきだせニッポン）は、2010年2月から2012年4月までラジオ日本、東海ラジオ、ラジオ大阪など10局で放送されていたラジオ番組（政治経済トーク番組）である。パーソナリティは乾龍介。提供は幸福の科学出版。

## 内容
政治家・教育者・各種アナリストなど各界の専門家を、各回一人ゲストとして招いてのトークによって構成される。
また、ポッドキャストによる番組のダウンロードが過去できたが、2018年頃に終了している。一部「ニコニコ動画」で視聴できる。

## 各地の放送時間
| 放送局     | 周波数 | 曜日 | 時間         | 備考                      | 放送開始         |
| ---------- | ------ | ---- | ------------ | ------------------------- | ---------------- |
| 青森放送   | AM     | 土   | 8:15〜8:45   | 1日前                     | 2010年4月度      |
| ラジオ福島 | AM     | 日   | 7:30〜8:00   |                           | 2010年4月度      |
| ラジオ日本 | AM     | 火   | 24:30〜25:00 | 5日前                     | 2010年2月2日(火) |
| 山梨放送   | AM     | 土   | 22:30〜23:00 | 1日前                     | 2010年4月度      |
| 東海ラジオ | AM     | 日   | 6:10〜6:40   | 2011年4月に放送日時を変更 | 2010年2月8日(月) |
| ラジオ大阪 | AM     | 日   | 7:30〜8:00   | キー局                    | 2010年2月7日(日) |
| 山口放送   | AM     | 日   | 23:00〜23:30 |                           | 2010年4月度      |
| 高知放送   | AM     | 土   | 7:00〜7:30   | 1日前                     | 2010年4月度      |
| 西日本放送 | AM     | 日   | 8:30〜9:00   |                           | 2010年4月度      |
| ラジオ沖縄 | AM     | 日   | 23:00〜23:30 |                           | 2010年10月度     |

## パーソナリティ
- 乾龍介 - 元ABC朝日放送テレビ・ラジオのアナウンサー[1]。2008年に退職後、フリーアナウンサーとして活躍していた。

## 書籍化
この番組の内容が、書籍化されている。
- 『元気出せ!ニッポン 第1集』日本を復興させる12人
編著者：「元気出せ!ニッポン」制作部
幸福の科学出版、2011年5月31日 発行、ISBN 978-4-86395-119-8
下記の12人の放送を収録。
第1回 日下公人、第17回 渡部昇一、第5回 石平 (評論家)、第28回 和田秀樹
第11回 平松茂雄、第41回 惠隆之介、第53回 江夏正敏、第35回 増田悦佐
第45回 三橋貴明、第43回 宮端清次、第55回 鈴木真実哉、第63回 立木秀学